# Аджба, Заур Кучович
Заур Кучович Аджба (19 сентября 1956, Гудаута, Абхазская АССР — 27 сентября 1993, Абхазия) — абхазский художник, член Союза художников Абхазии (1979).

## Биография
Родился 19 сентября 1956 в городе Гудаута, в Абхазской АССР.
С 1973 по 1976 году обучался в Сухумском художественном училище им. А. К. Чачба. С 1979 года — член Молодёжного Объединения Союза художников Абхазии, а в 1987 году принят в члены Союза художников СССР и Союза художников Абхазии.
В 1993 году погиб во время грузино-абхазской войны при освобождении города Сухум.

## Творчество
В 1973 году прошла первая персональная выставка художника в городе Гудаута. В 1985 году принимал участие в выставке, посвященной «Дням культуры Абхазии в ГДР».
В 1990 году осуществил творческую поездку в Австрию, где принимал участие в выставке, посвященной столетию со дня смерти Ван Гога.
27 сентября 2013 года в Центральном выставочном зале Союза художников Республики Абхазия состоялась персональная выставка художника
Работы находятся в Государственной национальной картинной галерее Республики Абхазия, в частных коллекциях Австрии, Германии, Голландии, Израиля, Франции, Италии и США.